# Shirley Collins
Pour les articles homonymes, voir Collins.
Shirley Collins est une chanteuse britannique de folk née en 1935 à Hastings en Angleterre.